# Freddie Prinze Jr.
Freddie Prinze Jr. est un acteur américain, né le 8 mars 1976 à Los Angeles, en Californie (États-Unis).
Il est révélé, au cinéma, dans les années 1990, après avoir tenu le premier rôle masculin de longs métrages tels que Souviens-toi… l'été dernier, Elle est trop bien et Wing Commander.
Durant la décennie suivante, il enchaîne les comédies romantiques La fille de mes rêves, Boys and Girls, Folles de lui, Hot Summer. Il se démarque surtout pour son interprétation de Fred Jones dans Scooby-Doo et Scooby-Doo 2 : Les monstres se déchaînent. Il produit aussi sa propre sitcom, l'éphémère Freddie (2005-2006).
Dans les années 2010, il passe au second plan et prête sa voix à différents personnages pour des films, des séries d'animation et des jeux vidéo. Il décroche, épisodiquement, quelques rôles à la télévision : 24 heures chrono (2010), Witches of East End (2013), Bones (2013-2014).
Depuis 2000 il forme un couple avec l'actrice Sarah Michelle Gellar avec qui il a deux enfants.

## Biographie

### Jeunesse et formation
Freddie James Prinze Jr a des ancêtres portoricains et hongrois du côté de son père, puis anglais et irlandais du côté de sa mère. Il n'a que onze mois lorsque son père, l'acteur Freddie Prinze (1954 - 1977), se suicide. Il est donc élevé par sa mère, Katherine Elaine Cochrane-Prinze, et fait ses études au lycée La Cueva à Albuquerque, au Nouveau-Mexique.
Freddie Prinze Junior commence sa carrière d'acteur pendant son adolescence.

### Carrière

#### Débuts et révélation au cinéma
Après une scolarité difficile, il s'installe à Los Angeles, sans argent, sans formation, afin de percer dans le cinéma. Il se fait un nom au milieu des années 1990.
En 1996, il obtient son premier rôle sur grand écran en jouant le petit ami de Claire Danes dans le drame de Michael Pressman, Par amour pour Gillian. Cette année-là, lors de la 53e cérémonie des Golden Globes, lui est décerné le prix Mr. Golden Globe. L'année suivante, il joue dans la comédie noire, passée inaperçue, The House of Yes de Mark Waters aux côtés de la future figure du cinéma indépendant, Parker Posey.
Se spécialisant, un temps, dans les films destinés aux adolescents, c'est finalement grâce à Souviens-toi… l'été dernier, film sur le plateau duquel il rencontre Sarah Michelle Gellar en 1997, qu'il se fait connaître auprès du grand public. Ils forment un couple à partir de 2000. Ce film met aussi en scène les acteurs Jennifer Love Hewitt dans le rôle titre et Ryan Phillippe d'après un scénario écrit par Kevin Williamson. C'est un succès au box-office ce qui suscite une suite à laquelle l'acteur prend part également. L'intrigue se concentre autour d'une bande d'amis harcelés par un inconnu qui semble vouloir se venger d'un secret les concernant, tout juste un an après qu'ils ont renversé un homme sur la route et jeté son corps à la mer.
Ce rôle lui vaut ses premières citations lors de cérémonies de remises de prix ainsi que le Blockbuster Entertainment Awards du meilleur acteur dans un second rôle.
Puis, il se lance dans une série de teen movie, en occupant le premier rôle masculin d'Elle est trop bien, comédie romantique sortie en 1998, dont il partage la vedette avec Rachael Leigh Cook. Ce film a contribué à la notoriété de la chanson Kiss Me du groupe américain Sixpence None the Richer. Ayant servi de base à la parodie Sex Academy, sortie en 2001, il est connu pour présenter ce que l'on considère comme l'un des plus grands clichés du cinéma : la fille supposément laide qui devient belle en retirant ses lunettes. En dépit d'une réception critique mitigée, le film est un franc succès au box-office, décrochant la première place à sa sortie et récoltant plus de 100 millions de recettes pour un budget estimé à 10 millions. Cette production lui vaut tout de même de remporter un Teen Choice Awards et un Kids' Choice Awards.

#### Confirmation difficile

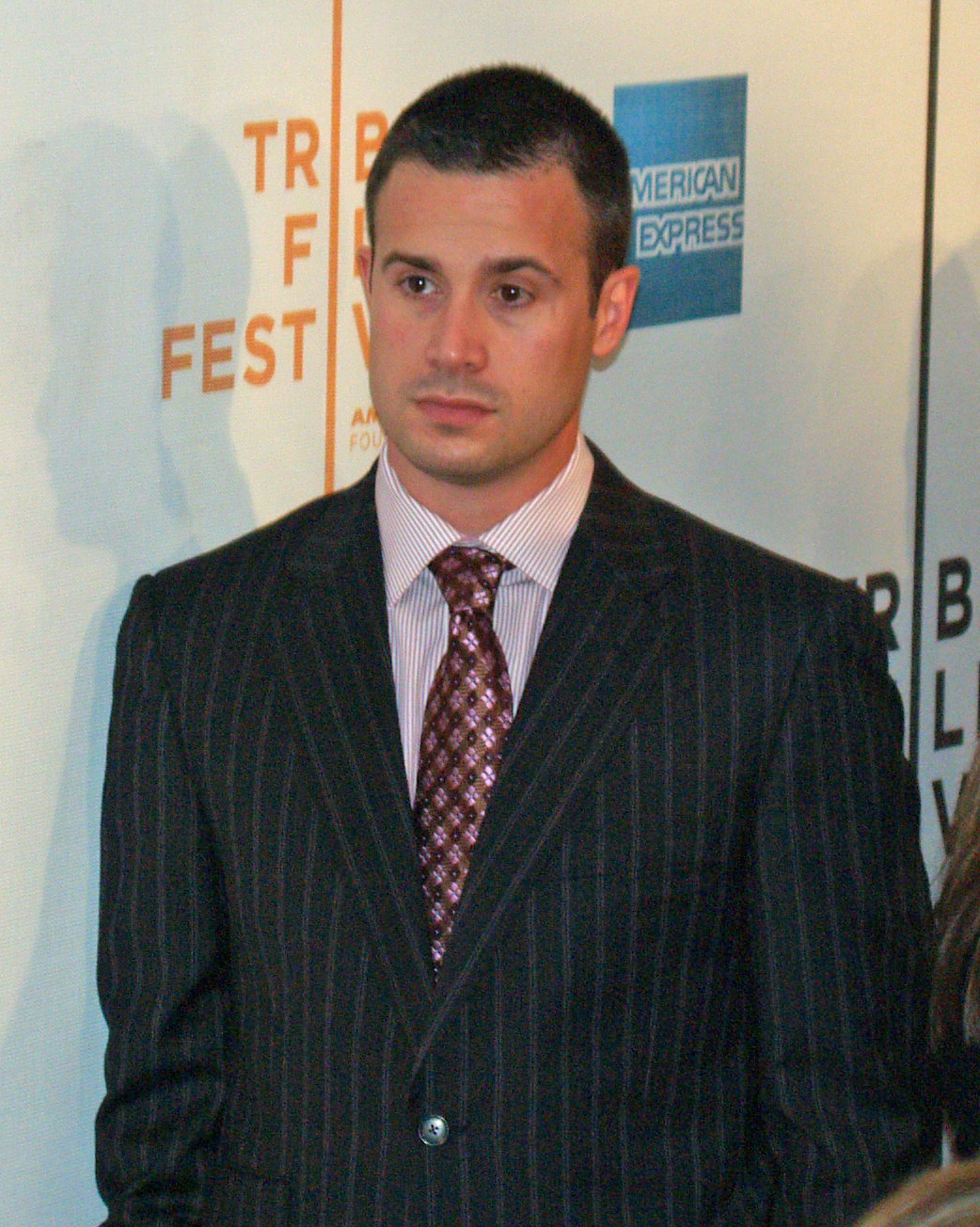
En 2007.

Sort ensuite Boys and Girls, autre romance du même acabit commercialisée en 2000, dont il occupe l'un des premiers rôles, aux côtés de Claire Forlani et Jason Biggs. Cette production est un échec critique et public. Entre-temps, il s'essaie à la science-fiction, sans succès, avec Wing Commander, une adaptation du jeu vidéo d'Origin Systems, réalisée par Chris Roberts.
Retour à la comédie romantique avec La fille de mes rêves aux côtés de Julia Stiles, Folles de lui avec Monica Potter et Hot Summer donnant la réplique à Jessica Biel. Trois productions lui permettent d'évoluer dans des premiers rôles.
En 2002, il fait une apparition spéciale dans la série Friends où il joue le rôle de la nounou de Ross et Rachel, Sandy, le temps d'un épisode de la saison 9. Cette année-là, il obtient surtout le rôle de Fred Jones dans Scooby-Doo de Raja Gosnell, d'après les séries télévisées d'animation américaine Scooby-Doo des années 1970 et 1980. En dépit d'un accueil critique en partie mauvais, le film est un franc succès au box-office. En 2004, il retrouve le personnage de Fred pour Scooby-Doo 2 : Les monstres se déchaînent.
Première incursion dans le milieu du doublage pour l'acteur lorsqu'il participe au téléfilm d'animation Kim Possible : La Clé du temps. Et en 2003, il écrit un épisode pour la série fantastique Mutant X.
Entre 2004 et 2006, il joue dans quelques épisodes de Boston Justice, série judiciaire du réseau ABC qui rencontre le succès. Durant cette période, il est le protagoniste principal de sa propre sitcom : Freddie sur ABC. La série dure une saison, faute d'audience. Il est amené à réincarner son personnage, le temps d'un épisode d'Une famille du tonnerre.
En 2005, il produit le direct-to-video, dont il partage la vedette aux côtés de Ving Rhames et Roselyn Sánchez, Shooting Gallery. Deux années plus tard, il continue de s’extirper des productions destinées à la jeunesse en étant à l'affiche du drame Brooklyn Rules de Michael Corrente avec Alec Baldwin, Mena Suvari, Scott Caan et Jerry Ferrara. C'est un échec cinglant.
Début d'un certain passage à vide avec les sorties, très discrètes, de la comédie dramatique indépendante New York City Serenade et de la romance Jack and Jill vs. the World, qui l'éloignent du cinéma.
Il devient, en août 2008, scripteur de la fédération World Wrestling Entertainment. Il travaille sous la direction de Micheal Hayes à WWE SmackDown. L'année où il prête sa voix au héros du film d'animation Delgo. Le 17 août 2009 à Raw, il est l’invité spécial de la soirée  où il se fait mettre un backbreaker par le catcheur de la WWE Randy Orton.

#### Passage au second plan, doublage et télévision

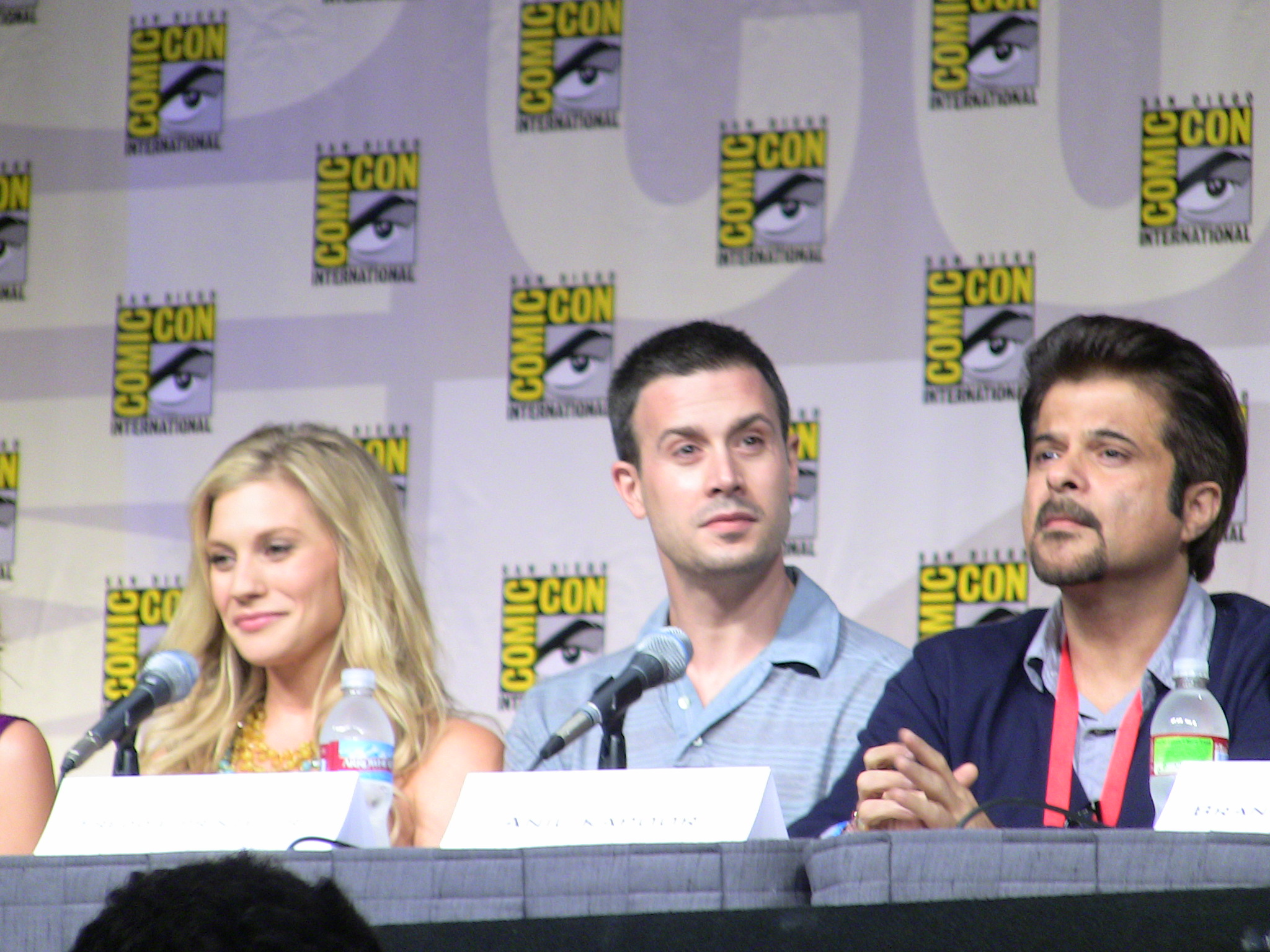
Lors de l'édition 2009 de la Comic-Con de San Diego, pour la promotion de la saison 8 de 24 heures chrono.

La décennie suivante, l'acteur se tourne vers la télévision.
Dans la huitième saison de 24 heures chrono en 2010, il est l'agent Cole Ortiz qui déjoue les menaces terroristes auprès de Jack Bauer. Il a tourné le rôle d'un médecin soignant Vince McMahon lors d'une promo à WWE Raw, le 1er novembre 2010. Il est ensuite guest-star pour un épisode de la saison 3 de Psych : Enquêteur malgré lui. Il s'éloigne un temps des plateaux de tournage, en tant qu'acteur, mais continue de prêter sa voix pour les besoins de séries d'animations telles que Robot Chicken et Star Wars Rebels et quelques jeux vidéo à succès.
En 2013, il fait un retour remarqué en jouant dans deux épisodes de la série fantastique Witches of East End,,,,. Puis, il enchaîne en participant également à deux épisodes de Bones,,.
En 2014, l'acteur subit une lourde opération de la colonne vertébrale, impliquant une longue convalescence afin de retrouver la totalité de sa motricité.
En 2016, tout comme sa femme, il publie un livre de recettes de cuisine.
En 2019, alors rattaché à la série Nancy Drew pour The CW Television Network, l'acteur est finalement remplacé par Scott Wolf. Dans le même temps, il est aussi rattaché à un projet de série pour CBS, I Mom So Hard, basée sur la web-série #IMomSoHard.

### Vie privée

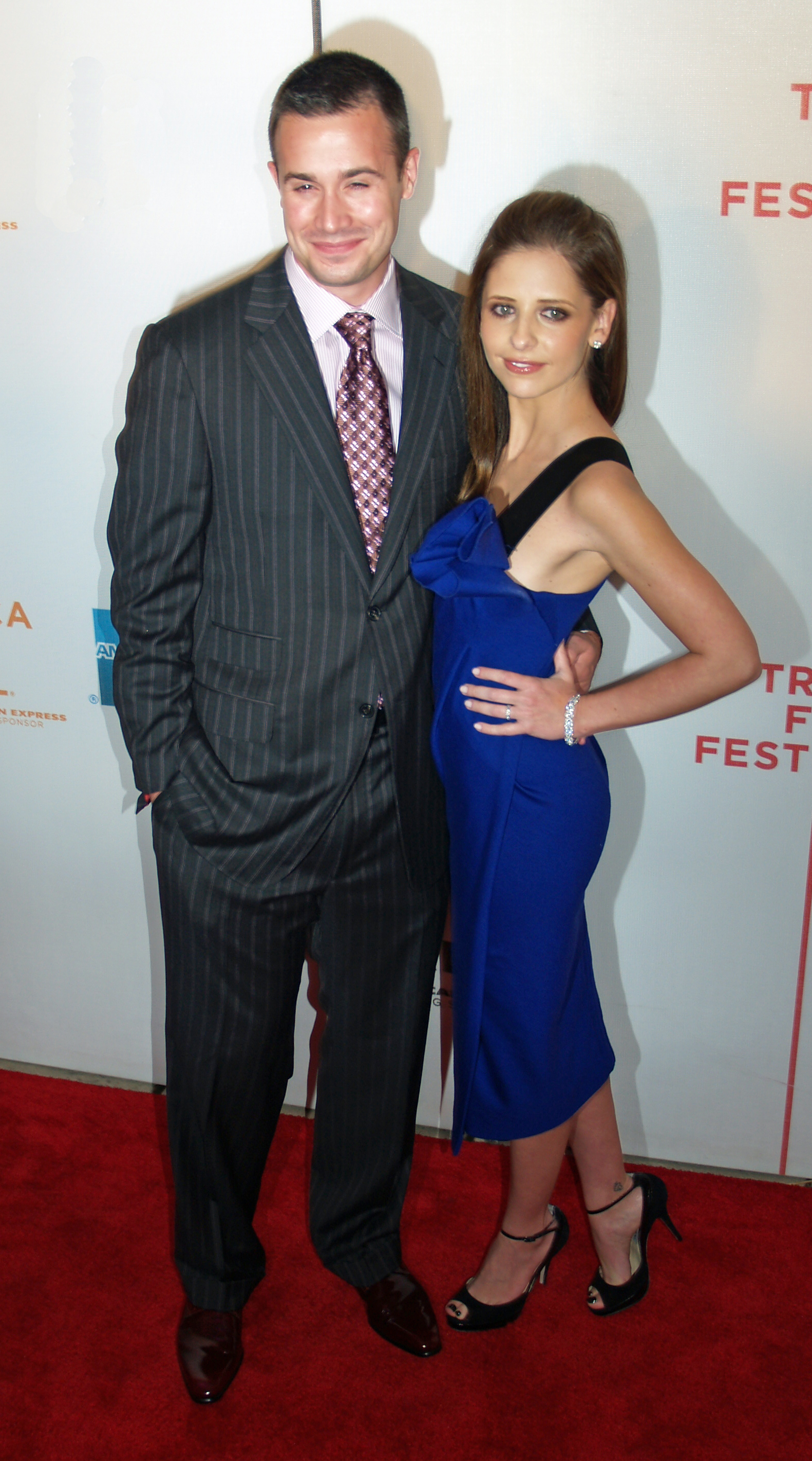
Avec sa femme, Sarah Michelle Gellar, en avril 2007.

Sarah Michelle Gellar et Freddie Prinze Jr. se rencontrent au printemps 1997 sur le tournage du film Souviens-toi... l'été dernier. Ils sont en couple au début de l'année 2000. Ils se fiancent une année plus tard, en avril 2001et se marient le 1er septembre 2002. Ils ont leur premier enfant, une fille prénommée Charlotte Grace, le 19 septembre 2009. En avril 2012, ils annoncent attendre leur second enfant qui est un garçon prénommé Rocky James Prinze né le 20 septembre 2012.
Après avoir joué ensemble dans cinq films, Freddie Prinze Junior et Matthew Lillard nouent une très forte amitié.

## Filmographie

### Cinéma

#### Longs métrages
- 1996 : Par amour pour Gillian (To Gillian on Her 37th Birthday) de Michael Pressman : Joey Bost
- 1997 : The House of Yes de Mark Waters : Anthony
- 1997 : Souviens-toi… l'été dernier (I Know What You Did Last Summer) de Jim Gillespie : Ray Bronson
- 1997 : Sparkler de Darren Stein (en) : Brad
- 1998 : Souviens-toi… l'été dernier 2 (I Still Know What You Did Last Summer) de Danny Cannon : Ray Bronson
- 1999 : Elle est trop bien (She's All That) de Robert Iscove : Zack Siler
- 1999 : Wing Commander de Chris Roberts : Lieutenant Christopher Blair
- 2000 : In Love (Down to You) de Kris Isacsson : Al Connelly
- 2000 : Boys and Girls de Robert Iscove : Ryan Walker
- 2001 : Folles de lui (Head over Heels) de Mark Waters : Jim Winston
- 2001 : Hot Summer de Michael Tollin : Ryan Dunne
- 2002 : Scooby-Doo de Raja Gosnell : Fred Jones
- 2004 : Scooby-Doo 2 : Les monstres se déchaînent (Scooby-Doo 2 : Monsters Unleashed) de Raja Gosnell : Fred Jones
- 2005 : Shooting Gallery de Keoni Waxman : Jericho Hudson (également producteur)
- 2007 : Brooklyn Rules de Michael Corrente : Michael Turner
- 2007 : New York City Serenade de Frank Whaley : Owen
- 2008 : Jack and Jill vs. the World de Vanessa Parise : Jack
- 2019 : Star Wars, épisode IX : L'Ascension de Skywalker (Star Wars: Episode IX – The Rise of Skywalker) de J. J. Abrams : Kanan Jarrus (caméo vocal)
- 2022 : Christmas With You de Gabriela Tagliavini : Miguel
- 2025 : Souviens-toi… l'été dernier (I Know What You Did Last Summer) de Jennifer Kaytin Robinson : Ray Bronson

#### Court métrage
- 2019 : Killer Skin : le tueur masqué (publicité pour le Super Bowl)

### Télévision

#### Séries télévisées
- 1995 : La Vie de famille (Family Matters) : Un dur à cuire
- 1996 : ABC Afterschool Special : Jeff
- 2002 : Frasier : Mike (voix)
- 2002 : Friends : Sandy
- 2004 - 2006 : Boston Justice : Donny Crane
- 2005 - 2006 : Freddie : Freddie Moreno (producteur exécutif)
- 2006 : Une famille du tonnerre (George Lopez) : Freddie Moreno
- 2010 : 24 heures chrono (24) : Cole Ortiz
- 2010 : Psych : Enquêteur malgré lui (Psych) : Dennis Gogolack
- 2013 : Witches of East End : Leo Wingate
- 2013 - 2014 : Bones : Danny Beck
- 2016 - 2017 : Movie Trivia Schmoedown : Le maître / Le commentateur

#### Téléfilms
- 1997 : Detention: The Siege at Johnson High de Michael W. Watkins : Aaron Sullivan
- 1998 : Vig (Money Kings) de Graham Theakston : Tony

### Doublage

#### Films d'animations
- 2003 : Kim Possible : La Clé du temps (Kim Possible : A Sitch in Time) de Steve Loter : Future Jim / Future Tim (voix)
- 2006 : Cendrillon et le Prince (pas trop) charmant (Happily N'Ever After) de Paul Bolger, Yvette Kaplan, Greg Tiernan et Dino Athanassiou : Rick (voix)
- 2008 : Delgo de Marc F. Adler et Jason Maurer : Delgo (voix)
- 2012 : Mass Effect: Paragon Lost de Atsushi Takeuchi : Lieutenant James Vega (voix)

#### Séries d'animations
- 2005 - 2018 : Robot Chicken : Fred Jones / Le père / Handy Manny (voix)
- 2014 - 2018 : Star Wars Rebels : Kanan Jarrus / Phoenix Five 'Duke' (voix)
- 2021 : Star Wars: The Bad Batch : Caleb Dume (voix)

#### Jeux vidéos
- 2012 : Mass Effect 3 : Lieutenant James Vega (voix)
- 2014 : Dragon Age: Inquisition : The Iron Bull (voix)
- 2015 : Star Wars: Rebels - Recon Missions : Kanan Jarrus (voix)
- 2015 : Disney Infinity 3.0 : Kanan Jarrus (voix)
- 2015 : Dragon Age: Inquisition - Trespasser : The Iron Bull (voix)

### En tant que scénariste
- 2003 : Mutant X (1 épisode)
- 2008 : WWE Saturday Night's Main Event (1 épisode)
- 2008 - 2009 : WWE SmackDown! (26 épisodes)

## Distinctions
- Sauf indication contraire ou complémentaire, les informations mentionnées dans cette section proviennent de la base de données IMDb[2].

### Récompenses
- Golden Globes 1996 : Mr. Golden Globe
- Blockbuster Entertainment Awards 1999 : meilleur acteur dans un second rôle pour Souviens-toi... l'été dernier 2
- Teen Choice Awards 1999 :
  - Meilleur acteur pour Elle est trop bien.
  - Plus beau baiser avec Rachael Leigh Cook pour Elle est trop bien.
- 2000 : Kids' Choice Awards : Meilleur couple de fiction avec Rachael Leigh Cook pour Elle est trop bien
- Teen Choice Awards 2000 : meilleur acteur pour La fille de mes rêves
- Behind the Voice Actors Awards 2013 : BTVA People's Choice Voice Acting Award de la meilleure performance vocale par une distribution dans un jeu vidéo pour Mass Effect 3
- Behind the Voice Actors Awards 2015 : meilleure performance vocale par une distribution dans un jeu vidéo pour Dragon Age: Inquisition

### Nominations
- 1998 : Blockbuster Entertainment Awards : Meilleur acteur dans un film d'horreur pour Souviens-toi… l'été dernier.
- ALMA Awards 1999 : meilleur acteur pour Souviens-toi... l'été dernier
- Bravo Otto 1999 : meilleur acteur
- 1999 : MTV Movie Awards : Meilleure équipe à l'écran avec Rachael Leigh Cook pour Elle est trop bien.
- ALMA Awards 2000 : meilleur acteur pour Elle est trop bien
- Bravo Otto 2000 : meilleur acteur
- 2000 : Blockbuster Entertainment Awards : Meilleur acteur dans une comédie romantique pour Elle est trop bien.
- 2000 : ALMA Award : Meilleur acteur pour Elle est trop bien.
- Teen Choice Awards 2000 : meilleur alchimie avec Julia Stiles pour La fille de mes rêves
- Teen Choice Awards 2002 :
  - meilleure alchimie avec Sarah Michelle Gellar pour Scooby-Doo.
  - meilleur acteur dans un film comique pour Scooby-Doo
- Behind the Voice Actors Awards 2013 : BTA Video Game Voice Acting Award de la meilleure performance vocale par une distribution dans un jeu vidéo pour Mass Effect 3
- Behind the Voice Actors Awards 2015 : meilleure performance vocale par une distribution dans une nouvelle série télévisée pour Star Wars: Rebels
- Behind the Voice Actors Awards 2018 : meilleure performance vocale par une distribution dans une série télévisée pour Star Wars: Rebels

## Voix françaises
En France, Pierre Tessier a été la voix française de Freddie Prinze Jr. à ses débuts, à partir du film Souviens-toi... l’été dernier. En 2002, Mathias Kozlowski, qui prête déjà sa voix au personnage de Fred Jones depuis 1998, lui succède pour les besoins du film Scooby-Doo. Il est resté depuis sa voix française régulière. 
Au Québec, c'est Martin Watier qui prête sa voix à l'acteur dans la grande majorité de ses films.
| - Pierre Tessier dans : - Souviens-toi... l'été dernier - Souviens-toi... l'été dernier 2 - Folles de lui - 24 Heures chrono (série télévisée) - Witches of East End (série télévisée) - Bones (série télévisée) - Souviens-toi... l'été dernier - Mathias Kozlowski dans : - Scooby-Doo - Friends (série télévisée) - Scooby-Doo 2 : Les monstres se déchaînent - Boston Justice (série télévisée) - Mass Effect 3 (jeu vidéo, voix) | Et aussi - Olivier Cordina dans Wing Commander - Jérémie Covillault dans Dragon Age: Inquisition (jeu vidéo, voix) - Bruno Salomone dans Cendrillon et le Prince (pas trop) charmant (voix) - Julien Sibre dans Elle est trop bien - Rémi Bichet dans Boys and Girls - Mathieu Moreau (Belgique) dans Star Wars Rebels (1re voix) - Nicolas Matthys (Belgique) dans Star Wars Rebels (2e voix) - Donald Reignoux dans Delgo (voix) - Éric Aubrahn dans Christmas with You |